# Elfriede Irrall
Elfriede Irrall, née à Vienne (Autriche) le 18 février 1938 et morte le 26 février 2018 dans la même ville, est une actrice autrichienne.

## Biographie
Elfriede Irrall étudie de 1952 à 1955 à l'école d'art dramatique Krauss à Vienne.
Elle fonde en 1982 avec Olaf Scheuring le Theaterspielwerk et tous deux jouent notamment au Theater in der Josefstadt, au Wiener Volkstheater (Lulu de Frank Wedekind (1960), mise en scène de Gustav Manker), au Renaissance-Theater, au Freie Volksbühne et au Peter Steins Schaubühne à Berlin.
Elle joue aussi dans de nombreux films, à la télévision et à la radio, comme en 1959 dans la pièce radiophonique Paul Temple und der Fall Spencer (de) dirigée par Edward Hermann.
Elfriede Irrall a vécu à Lutzmannsburg, dans le Burgenland, ainsi qu'à Vienne. Jusqu'à sa mort survenue en 2009, elle a partagé la vie du metteur en scène, dramaturge et acteur Olaf Scheuring (de).

## Filmographie

### Cinéma
- 1960 : Herr Puntila und sein Knecht Matti : Lisu
- 1962 : Das Geheimnis der schwarzen Koffer : Diana
- 1962 : Les Années heureuses (de)  de John Olden et Wolfgang Staudte : Erika Thorwald
- 1964 : Hilfe, meine Braut klaut : Tessy
- 1973 : Die Wollands : Karin Wolland
- 1980 : Die Kinder aus Nr. 67 : Frau Brackmann
- 1981 : Etwas wird sichtbar
- 1981 : Der rote Strumpf : Tochter Panacek
- 1981 : Regentropfen : Rosel Goldbach
- 1982 : Logik des Gefühls
- 1994 : L'Espace de la grâce (Hasenjagd – Vor lauter Feigheit gibt es kein Erbarmen) d'Andreas Gruber : Frau Karner
- 1997 : Die Schuld der Liebe : Helma Schleif
- 1998 : Hundert Jahre Brecht
- 1999 : Le volcan : Viola
- 2000 : L'Adieu : Le Dernier Été de Brecht de Jan Schütte : Elisabeth Hauptmann
- 2006 : Eden : Gregors Nachbarin
- 2009 : Kleine Fische : Frau Septisch
- 2013 : Shirley – Visions of Reality de Gustav Deutsch
- 2016 : Hannas schlafende Hunde : Frau Leeb

### Téléfilms
- 1961 : Die Spur der Leidenschaft : Lucy Gessler
- 1962 : Ende schlecht - Alles gut : Susi
- 1964 : Sechs Personen suchen einen Autor : Stieftochter
- 1964 : I Tolles Geld : Lydia Tscheboksarowa
- 1965 : Krampus und Angelika : Angelika
- 1965 : Doppelspiel : Sarah Banning
- 1965 : Der Gärtner von Toulouse : Janine
- 1965 : Die Sakramentskarosse : Camila Perichole, Schauspielerin
- 1967 : Abgründe : Lotte Rank (segment "Claire")
- 1967 : Claire : Lotte Rank
- 1971 : Peer Gynt : Alte Frau - Sennerin - Trollalte ...
- 1968 : Madame Bovary : Madame Bovary
- 1969 : ie Sommerfrische : Giacinta
- 1969 : Seltsames Zwischenspiel : Nina Leeds
- 1969 : Die Glasmenagerie : Laura Wingfield
- 1974 : Lohn und Liebe : Brigitte
- 1975 : Little Boy : Concetta & Naka
- 1976 : Sladek oder Die schwarze Armee : Fräulein
- 1976 : Die Insel der Seligen
- 1977 : Eden End : Stella Kirby - Tochter
- 1978 : Wilhelm Meisters Lehrjahre
- 1979 : Bellas Tod : Lorraine Sherman
- 1983 : Variation - oder Daß es Utopien gibt, weiß ich selber! : Anna
- 1997 : Lamorte : Ali
- 1998 : Glatteis : Hilde Scholten
- 2001 : Die Liebe meines Lebens : Tibby

### Series TV
- 1974 : Der Kommissar, épisode Schwierigkeiten eines Außenseiters : Margot Domrose
- 1976 : Tatort, épisode Abendstern : Frau Helm
- 1980 : Familie Merian : Marianne Merian
- 2003 : Der Landarzt, épisode Wiedersehen in Dänemark : Pernille Sørensen
- 2005 : Die Landärztin, épisode Die Landärztin : Friedl Kinzhofer
- 2010 : Tatort, épisode Glaube, Liebe, Tod  : Frau Helm
- 2012 : SOKO Kitzbühel, épisode Grabesstille : Rosa Angerer

### Court métrage
- 2011 : Entre les lignes : Theresa
- 2013 : Ausatmen : Luise